# Йохансен, Якуп
Якуп Йохансен (фар. Jákup Johansen; род. 27 апреля 1993, Фарерские острова) — фарерский футболист, полузащитник клуба «Вуйчингур».

## Карьера
Якуп начал карьеру в футбольном клубе «Скала» в 2009 году. С 2012 по 2013 годы выступал за «Фуглафьёрдур». В его составе принял участие в Лиге Европы. В конце 2013 года вернулся в родную команду.